# 莫利久爾島
莫利久爾島（英語：Molecule Island），是南極洲的島嶼，位於雷角以北14公里的克里斯塔爾灣，屬於布拉格群島的一部分，根據由英國研究隊繪入地圖，現時由南極條約體系管理。